# Горы Франклина (Канада)
Горы Франклина (англ. Franklin Mountains) — цепь горных кряжей в Канаде (Северо-Западные территории), протягивающаяся вдоль правого берега реки Макензи.
Протяжённость гор составляет 501 км. Высочайшие вершины — горы Кэп (1570 м) и Кларк (1443 м). Горы сложены преимущественно известняками, сланцами и песчаниками, сильно расчленены долинами рек. На склонах произрастают таёжные (в основном еловые), леса.
Горы получили название в честь английского полярного исследователя Джона Франклина.